# Kleineinsatzfahrzeug
Ein Kleineinsatzfahrzeug (KEF, KLEF) (auch Kleinalarmfahrzeug – KLAF) ist ein nicht genormtes Einsatzfahrzeug der Feuerwehr. Es wird für Einsätze der kleineren technischen Hilfeleistung eingesetzt, die nur wenig Personal und Material benötigen.

## Aufgaben
Die Hauptaufgabe eines Kleineinsatzfahrzeugs besteht in der Abarbeitung von Einsätzen im Bereich kleinerer technischer Hilfeleistungen. Dazu zählen Beispielsweise:
- Notfalltüröffnungen zur Unterstützung von Rettungsdienst oder Polizei[1]
- Beseitigung von Ölspuren[2]
- das Abpumpen und Eindämmen kleinerer Wasserschäden
- Notverglasungen sowie das provisorische Verschalen beschädigter Türen oder Fenster
- die Beseitigung von Schäden infolge von Unwetterereignissen, wie z. B. herabgestürzten Ästen oder losen Bauteilen.

## Besatzung
Die Besatzung eines Kleinalarmfahrzeugs besteht in der Regel aus zwei Einsatzkräften, typischerweise einem Maschinisten (Fahrer) und einem Truppführer. In einigen Fällen kann das Fahrzeug auch mit einem zusätzlichen Truppmann besetzt sein, sofern es die Sitzplatzkapazität zulässt. Die reduzierte Besatzungsstärke entspricht dem Einsatzzweck des Fahrzeugs, das primär für kleinere technische Hilfeleistungen und Routineeinsätze vorgesehen ist, bei denen keine umfangreiche Mannschaft erforderlich ist.

## Ausstattung
Die Ausstattung eines Kleineinsatzfahrzeugs ist darauf ausgelegt, alle vorgesehenen technischen Hilfeleistungen im Rahmen von Klein- und Routineeinsätzen eigenständig bewältigen zu können. Zu den typischen Beladungsgegenständen zählen unter anderem:
- Handwerkzeuge wie Bohrschrauber, Hammer etc.
- Gerätschaften zur Beseitigung von Ölspuren (z. B. Ölbindemittel, Besen usw.)
- verschiedene Hölzer (Kantholz, OSB-Platten usw.)
- Motorkettensäge inkl. Schnittschutzausrüstung
- Feuerlöscher oder Kübelspritze
- Rettungsrucksack
- Tieraufbewahrungsboxen (Katzen- oder Hundebox)
- Stromerzeuger
- Wassersauger
- Tauchpumpe
- Beleuchtungsmaterial (Scheinwerfer, Stativ usw.)